# Barbara Krause (Schwimmerin)
Barbara Krause (* 7. Juli 1959 in Ost-Berlin) ist eine ehemalige deutsche Schwimmerin und mehrfache Olympiasiegerin, die für die DDR startete. Krause ist Opfer des staatlich verordneten Dopings im DDR-Leistungssport.

## Werdegang
Ihren ersten Titel gewann sie bei den Schwimmweltmeisterschaften 1975 in Cali mit der 4-mal-100-Meter-Freistilstaffel. Im Jahr 1977 wurde sie dann über 100 Meter Freistil und mit den beiden Staffeln der DDR dreifache Europameisterin. Im Jahr darauf folgte dann bei einer für die DDR ansonsten enttäuschend verlaufenden Weltmeisterschaften 1978 der Weltmeistertitel über 100 Meter Freistil. Der Abschluss und Höhepunkt ihrer Laufbahn folgte dann bei den Olympischen Sommerspielen 1980 in Moskau, als sie über 100 Meter Freistil, 200 Meter Freistil und mit der 4-mal-100-Meter-Freistilstaffel Olympiasiegerin wurde.
Sie konnte des Weiteren den Weltrekord über 100 Meter Freistil bei den Weltmeisterschaften 1978 und bei den Olympischen Spielen 1980 insgesamt dreimal und den Weltrekord über 200 Meter Freistil 1978 in Berlin einmal verbessern.
Im Jahr 1988 wurde sie in die Ruhmeshalle des internationalen Schwimmsports aufgenommen. Außerdem erhielt sie in der DDR mehrmals den Vaterländischen Verdienstorden.

### Privates
Barbara Krause ist mit dem ehemaligen deutschen Schwimmer Lutz Wanja verheiratet.

### Doping

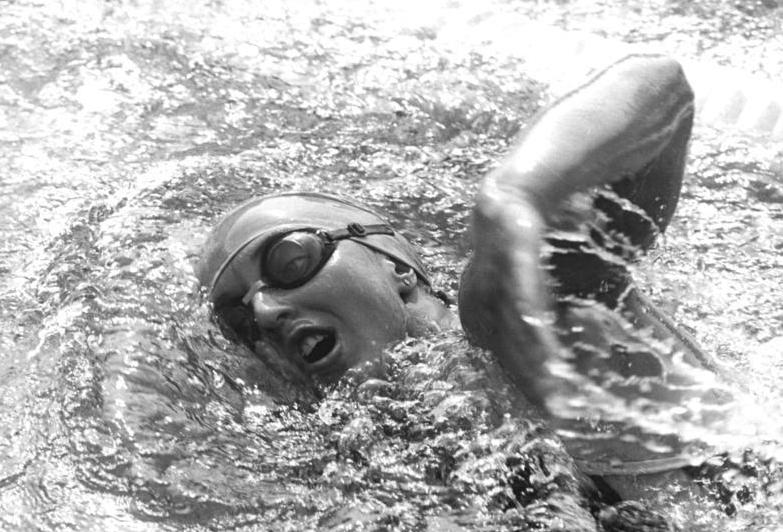
Barbara Krause (Juli 1980)

Ihre Erfolge müssen ebenso wie die vieler anderer DDR-Spitzensportlerinnen auf Grund der systematischen Verabreichung von illegalen leistungssteigernden Substanzen durch DDR-Sportfunktionäre, Ärzte und Trainer in einem anderen Licht betrachtet werden
Die Olympischen Spiele 1976 in Montreal verpasste sie offiziell aufgrund einer Erkrankung, während ihr aber in Wirklichkeit die Teilnahme von den DDR-Teamärzten auf Grund einer falsch kalkulierten Dopingdosis und einem damit verbundenen befürchteten positiven Dopingtest, verweigert wurde.
Barbara Krause erlebte eine besondere Form der Auswirkungen als höchst wahrscheinliche Folge der Einnahme von anabolen Steroiden, indem sie zwei schwer behinderte Kinder zur Welt brachte.